# Pratapa lila
Pratapa lila är en fjärilsart som beskrevs av Moore 1883. Pratapa lila ingår i släktet Pratapa och familjen juvelvingar. Inga underarter finns listade i Catalogue of Life.